# Cláudia, Senhora de Mônaco
Cláudia, Senhora do Mônaco (em francês:  Claudine, em italiano:  Claudina; c. 1451 – 19 de novembro de 1515) foi Senhora do Mônaco por direito próprio (suo jure) entre 1457 e 1458.

## Biografia
Cláudia foi a única filha de seu pai, o Catalão Grimaldi. Na sua morte, seu pai declarou em seu testamento que ela deveria se casar com seu primo para garantir que a família Grimaldi se mantivesse no trono de Mônaco. Ela se tornou Senhora de Mônaco na morte de seu pai em 1457, sob a regência de sua avó paterna, Pomelline Fregoso. Depois de apenas um ano de reinado, ela abdicou (1458), em favor de seu primo Lamberto, sua futura esposa. Em 1465, sete anos depois de sua abdicação, ela se casou com Lamberto e se tornou Senhora do Mónaco, com seu cônjuge.

## Descendência
Cláudia teve seis crianças;
- João II (1468 - 11 Outubro 1505)[1]
- Louis (considerado insano e barrado da herança)
- Bianca
- Augustino, Bispo de Grasse (1482 - 14 de Abril 1532)
- Françoise (antes d. 1523), casou-se com Luc Doria . Seu filho Bartolomeu Doria assassinado seu irmão Luciano.
- Luciano (1487 - 22 Agosto 1523)